# セレナ・オルトラーニ
セレナ・オルトラーニ（Serena Ortolani, 1987年1月7日 - ）は、イタリアの女子バレーボール選手。元イタリア代表。

## 来歴

### クラブチーム
ラヴェンナ出身。2008年から所属しているセリエA・ベルガモではオポジットを務め、2009年欧州チャンピオンズリーグでMVPを獲得。2010年の欧州チャンピオンズリーグで2連覇に貢献した。2011/12シーズンはスカボリーニ・ペーザロでプレーした。2013/14シーズンはFVブスト・アルシーツィオに移籍しセリエAで準優勝した。2014/15シーズンはカザルマッジョーレでプレーし、同チームをセリエA初優勝に導いた。2015/16シーズンから2年間はイモコ・コネリアーノで活躍した。2017/18シーズンから3年間はモンツァでプレーした。

### 代表チーム
2005年、イタリア代表に18歳で初選出された。同年6-7月のワールドグランプリでは、もうひとりのアウトサイドヒッターのフィオリンと共に『イタリアのツインレフト』と呼ばれた。
2006年の世界選手権に出場、2007年はワールドグランプリで銅メダルを獲得し、ヨーロッパ選手権、ワールドカップでは優勝を経験した。
2008年北京五輪にはオポジットでスタメン出場した。翌年のモントルーバレーマスターズでは若手主体で挑んだ同大会でキャプテンを務め準優勝を果たした。また、同年のヨーロッパ選手権は2連覇、ワールドグランドチャンピオンズカップにはアゲロの後継者として活躍し初優勝に貢献した。2010年トリノ国際ではベストスパイカーに輝いた。同年10-11月開催の世界選手権に出場した。2011年のワールドカップは直前の故障により最終メンバーから外れた。その後、代表メンバーから離れていたが2016年に復帰し、リオ五輪に出場した。2018年の世界選手権では銀メダルを獲得した。

## 人物
夫はバレーボール指導者のダヴィデ・マッツァンティ。

## 球歴
- オリンピック - 2008年（5位）、2016年（9位）
- 世界選手権 - 2006年（4位）、2010年（5位）
- ワールドカップ - 2007年（金メダル）
- ワールドグランプリ - 2005年（準優勝）、2007年（3位）、2008年（3位）、2010年（3位）、2011年（7位）
- ワールドグランドチャンピオンズカップ - 2009年（優勝）
- 欧州選手権 - 2007年、2009年（優勝）、2005年（準優勝）、2011年（4位）

## 所属クラブ
- Starfin Ravenna （2001-2002年）
- バレー・ベルガモ （2004-2007年）
- Rebecchi Cariparma Piacenza Volley （2007年）
- FVブスト・アルシーツィオ （2007-2008年）
- バレー・ベルガモ （2008-2011年）
- スカボリーニ・ペーザロ （2011-2012年）
- FVブスト・アルシーツィオ （2013-2014年）
- カザルマッジョーレ（2014-2015年）
- イモコ・コネリアーノ（2015-2017年）
- モンツァ（2017-2020年）
- Wealth Planet Perugia Volley（2020-2021年）
- Consolini Volley（2021-2022年）
- Mosaico Volley Ravenna（2022-2023年）
- Consolini Volley（2023年-）